# القبلة الأخيرة (فلم 2001)
القبلة الأخيرة (إيطالية L'Ultimo bacio)، فيلم إيطالي انتج عام 2001، بطولة جوفانا ميدزوجورنو وستيفانو أكورزي، وإخراج غابرييلي موشينو.

## الفيلم
تدور أحداث الفيلم حول كارلو (أكوزي)، الذي يعيش مع صديقته جوليا (جوفانا)، لكن حياتهم تتغير بعد أن يعلم الاثنان أن جوليا حامل، تسير الأحداث حيث يتعرف كارلو على المراهقة فرنشيسكا في حفل زواج صديقه ماركو. تكتشف جوليا العلاقة، ويحاول كارلو أن يصحح الأوضاع مستشيرا أصدقائه الذين يعانون هم أيضا من مشاكل، أدريانو صديقه وزميله في العمل، تتهمه زوجته بعدم الكفاءة كأب. ألبيرتو لايمكن أن يقيم علاقة ثابته مع أي امرأة. باولو تركته صديقته. أما والدة جوليا آنا (ستيفانيا ساندريلي) فهي تعاني من أزمة منتصف العمر.

## الجوائز
- ترشحت ستيفانا ساندرللي لجائزة أفضل ممثلة في جوائز الفيلم الأوربي.
- فاز الفيلم بجائزة الجمهور بمهرجان سندانس للأفلام المستقلة.

## عن الفيلم
- الكتاب الذي أعطته فرانشيسكا لكارلو هو كتاب لهيرمان هيسه.
- تم في عام 2006 إنتاج نسخة أمريكية من الفيلم.

## وصلات خارجية
- مقالات تستعمل روابط فنية بلا صلة مع ويكي بيانات

القبلة الأخيرة على موقع IMDB